# Edwin Escobar Hill
Edwin Felipe Escobar Hill (Ciudad de Guatemala, 19 de julio de 1967) es un empresario, ingeniero y político guatemalteco que se desempeñó como alcalde de Villa Nueva desde el 15 de enero de 2012 hasta el 14 de enero de 2020, además fue el presidente de la Asociación Nacional de Municipalidades de Guatemala desde 2016 hasta 2020.

## Biografía
Edwin Escobar nació el 19 de julio de 1967, su madre es Sarah Marie Hill Strese una estadounidense nacida en Wisconsin, Estados Unidos y que llegó a Guatemala en 1967 con los Cuerpos de Paz; y su padre Luis Felipe Escobar Colindres un guatemalteco originario de la ciudad de Guatemala quién fue presidente del Instituto Nacional de Tecnificación Agraria -INTA- durante el gobierno de Romeo Lucas García y trabajó en el proyecto de colonización de la Franja Transversal del Norte. Vivió y creció en Villa Nueva en una granja llamada «San Felipe» de la que eran propietarios sus abuelos. 
En 1988 inicio sus estudios de ingeniero civil por la Universidad Rafael Landívar.

### Vida como empresario
Por ser de una familia de clase «media-alta» fundó su primera empresa a los 16 años junto a sus 3 hermanos menores, era una de venta de block para construcción. En 1985 se asoció con el empresario Rodolfo Paiz Toledo en un negocio de venta de ropa, él era hermano de su Lucía Paiz y ambos nietos de Carlos Paiz fundador de «Almacenes Paiz» posteriormente conocido como supermercados Paiz. Posteriormente, fundó una empresa constructora que edificó varios supermercados y centros turísticos; según él, esta fue una de las más exitosas de su carrera.
En 1992, se asoció con la familia Castillo y compró la franquicia para Guatemala de comida rápida Jimmy John's y, en 1993, la de Kelly Cajun Grill. Llegó a liderar 27 empresas de construcción, alimentos e inmobiliarias. En 1998 una de sus franquicias sufrió una crisis económica debido a una deuda millonaria, sin embargo lograron recapitalizarla y abrieron Papa John's en Guatemala.
De 1996 a 2004, fue miembro de la junta directiva y director de "Juannio", un evento anual de subastas de arte de caridad en beneficio del Instituto Neurológico de Guatemala, del cual también fue director de la junta directiva de 2002 a 2004.
De 2008 a 2010, fue anfitrión de un programa de televisión llamado "Construyendo Guatemala con Edwin Escobar", que fue transmitido por Canal Antigua.
Fue decano de la Facultad de Ingeniería de la Universidad Rafael Landívar entre los años 2002 a 2005. Durante ese tiempo propuso la construcción de un edificio de laboratorios de dicha facultad llamado «TEC Landívar» el cual fue aprobado por el rector Gonzalo de Villa.

## Carrera política
De acuerdo a sus propias palabras durante años estuvo analizando como ingresar a la política, decidiendo si ser presidente, diputado o alcalde. Inicialmente en 2007 apoyó la campaña política presidencial de Alejandro Giammattei, Posteriormente al decidir ser candidato a alcalde en 2010 comenzó darse a conocer entre los vecinos de Villa Nueva y en 2012 fue electo como alcalde de villa nueva por el partido Compromiso, Renovación y Orden.
En 2015 mientras buscaba su reelección tuvo pláticas con miembros del partido CREO, pero las negociaciones fracasaron, intentó aliarse con Alejandro Sinibaldi, entonces precandidato presidencial por el Partido Patriota, indicándole que si se salía del partido y creaba otro él lo apoyaría pero Sinibaldi le aseguró que no renunciaría al Partido Patriota aunque meses después lo hizo por otras circunstancias. Posteriormente negoció su incorporación con Manuel Baldizón líder del partido Libertad Democrática Renovada para ser candidato a la reelección por dicho partido político, entre las negociaciones se buscó que nombrasen a 3 personas como candidatos a diputados, 2 por listado nacional y 1 por Alta Verapaz; además liderazgo en la Autoridad para el Manejo Sustentable de la Cuenca del Lago de Amatitlán -AMSA-, la Unidad de Vivienda Popular -UNDEVIPO- y en la Mancomunidad Gran Ciudad del Sur, presupuesto para obras en la municipalidad y la construcción de un metro que conectara con la ciudad de Guatemala. Fue reelecto en 2015.
Para las elecciones de 2019 intentó ser candidato presidencial pero el Tribunal Supremo Electoral rechazó su candidatura por un hallazgo que la Contraloría General de Cuentas había encontrado cuando se compró un terreno para instalar el basurero municipal. Para eso lideró los esfuerzos para crear el partido político Prosperidad Ciudadana.
En 2023 fue postulado como candidato a alcalde de Villa Nueva por el partido Unionista pero no fue aceptada su inscripción por el proceso legal por la compra del terreno durante su administración.

## Vida personal
En 1992 contrajo matrimonio con Claudia Lucía Paiz Toledo con quien tuvo 3 hijos sin embargo, se separaron en 2008 y se divorciaron en 2014.
El 3 de marzo de 2018 contrajo matrimonio religioso con sus segunda esposa Lissette Motta
 en el parque central de Villa Nueva, con ella tuvo 2 hijos.